# Brain (revista)
Brain: A Journal of Neurology es una revista científica de neurología revisada por pares, fundada en 1878 por John Charles Bucknill, David Ferrier, James Crichton-Browne y John Hughlings Jackson.Publicada por Oxford University Press.
La revista fue editada por John Newsom-Davis de 1997 a 2004,Alastair Compston (Universidad de Cambridge) hasta 2013, y Dimitri Kullmann (UCL) hasta 2021. El actual editor en jefe es Masud Husain (Universidad de Oxford) .
Según Journal Citation Reports, la revista tiene un factor de impacto de 18,5 en 2022.
En 2023 es la revista n.º 7 en la especialidad de neurología en Googgle Scholar